# Засниц
Засниц (Зассниц; нем. Sassnitz, до 1993 название писалось через эсцет (Saßnitz), пол. Sośnica, полаб. Sosnica) — курортный город в Германии, на острове Рюген, в земле Мекленбург-Передняя Померания.
Входит в состав района Рюген. Занимает площадь 46,45 км². Население составляет 10,5 тысяч человек (2009); в 2003 году — 11,2 тысяч. Официальный код — 13 0 61 035.
На протяжении многих веков это была в основном небольшая рыбацкая деревня, к 1890 году в ней был построен крупный порт, к которому было подведено железнодорожное сообщение. Засниц стал популярным местом паромной переправы и морским курортом.
В 2012 году Засниц получил звание объекта всемирного природного наследия ЮНЕСКО за богатые реликтовые буковые леса в национальном парке Ясмунд. 
К северо-востоку от центра города меловое побережье начинается с Stubbenkammer и Königsstuhl. В курортном районе Засниц также известен своей курортной архитектурой. 
Паромный порт Засниц в южном районе Мукран: у города Зассниц расположен крупный железнодорожно-портовый комплекс Мукран (Mukran), считавшийся ранее «морскими воротами» между ГДР и СССР.
Во время существования Группы советских войск в Германии, а позднее Западной Группы Войск, в городе дислоцировался 234-й дивизион кораблей охраны водного района Балтийского флота, который входил в состав 24-й бригады ракетных катеров (город Свиноуйсьце, Польша), а также береговая база данного дивизиона. В состав дивизиона входили два малых противолодочных корабля проекта 204, 2 противолодочных катера проекта 201, рейдовый катер и баржа-заправщик. Советские корабли покинули порт Засниц 22 апреля 1992 года, этот день считается днём расформирования дивизиона.

## Этимология
Название города происходит от полабского топонима Sosnica (Сосница), которое происходит от слова Sosna (Сосна). На польском языке город называется Sośnica.

## Население
| Год  | Численность | Численность |
| ---- | ----------- | ----------- |
| 2013 | 9481        |             |
| 2015 | 9560        |             |
| 2017 | 9435        | [ 1 ]       |
| 2019 | 9320        | [ 2 ]       |
| 2021 | 9064        | [ 3 ]       |
| 2022 | 9199        | [ 4 ]       |
| 2023 | 9169        | [ 5 ]       |

## Порт Мукран

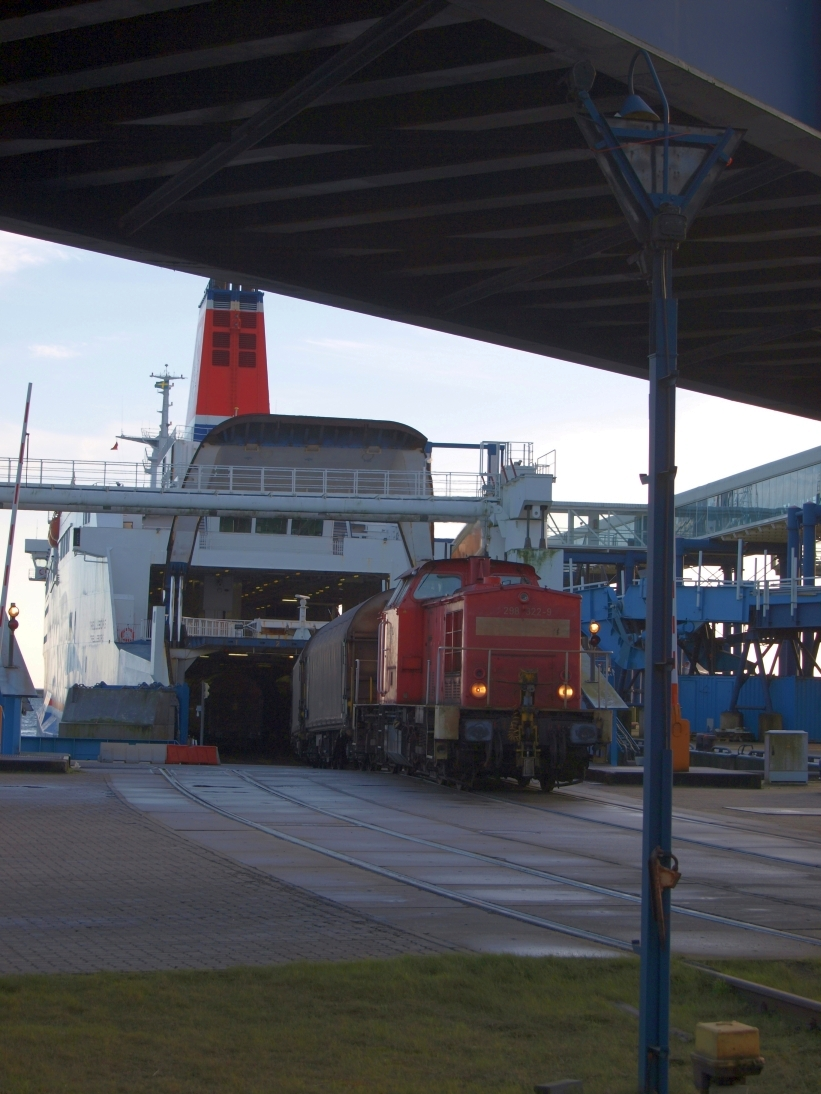
«Mukran Port»™, 2014 год

Порт близ Засница построен при активном участии СССР. Порт Мукран, единственный в Западной Европе имеет также терминалы и пути под русскую ж-д колею.
Порт Мукран («Mukran Port»™) обслуживает морские паромные перевозки к портам России (так, 12 октября 2007 года открыто грузовое паромное сообщение по маршруту Засниц — Балтийск), Дании, Литвы, Швеции.

## Экономика
Город является конечной точкой газопровода «Северный поток — 2». В 2020 г. некоторые сенаторы США угрожали наложить строгие торговые санкции на город, в случае если строительство газопровода будет продолжено.
Также, в порту  находится логистический хаб проекта Baltic Pipe на участке в Балтийском море (2021). 

## Галерея

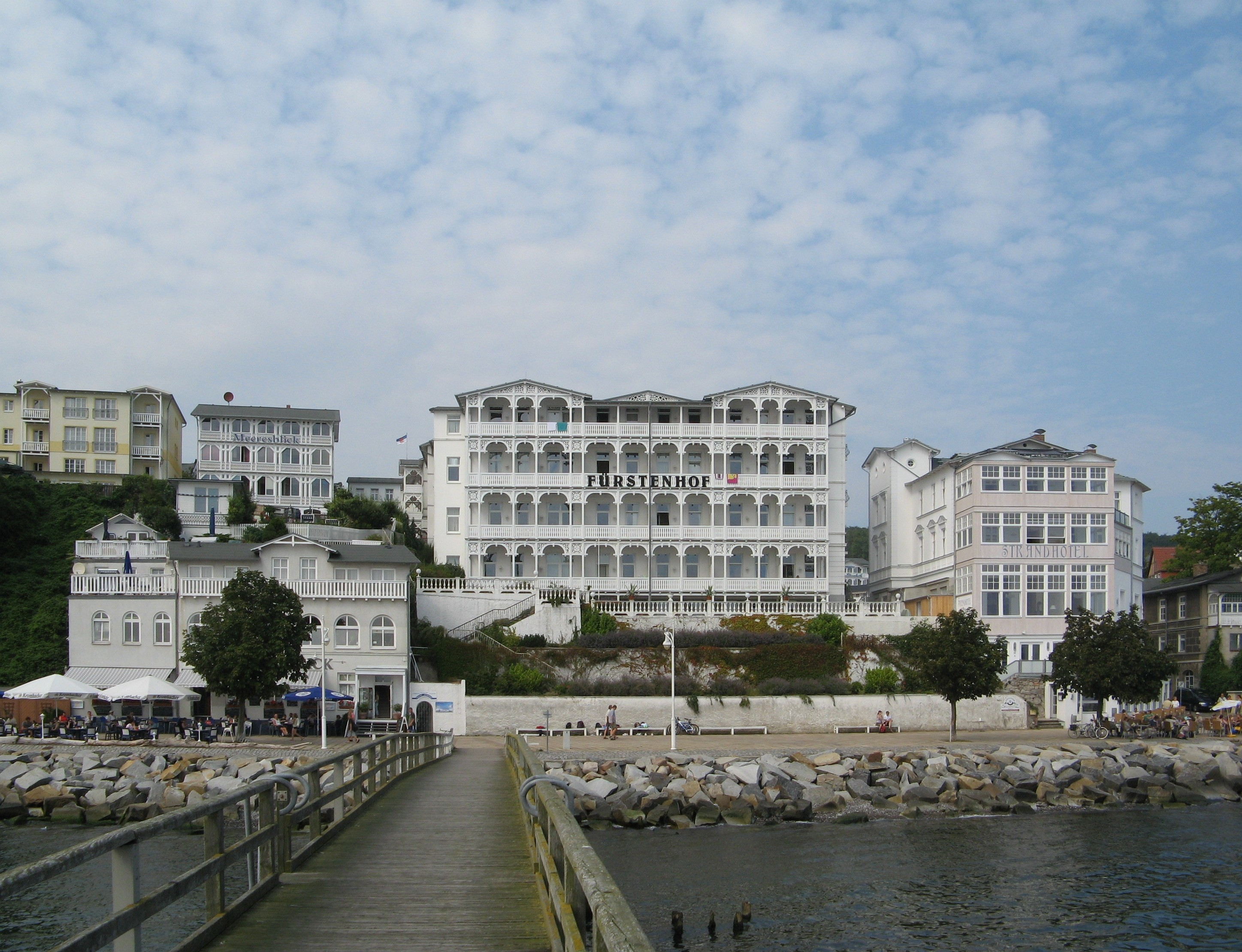
Гостиницы на пляжной променаде
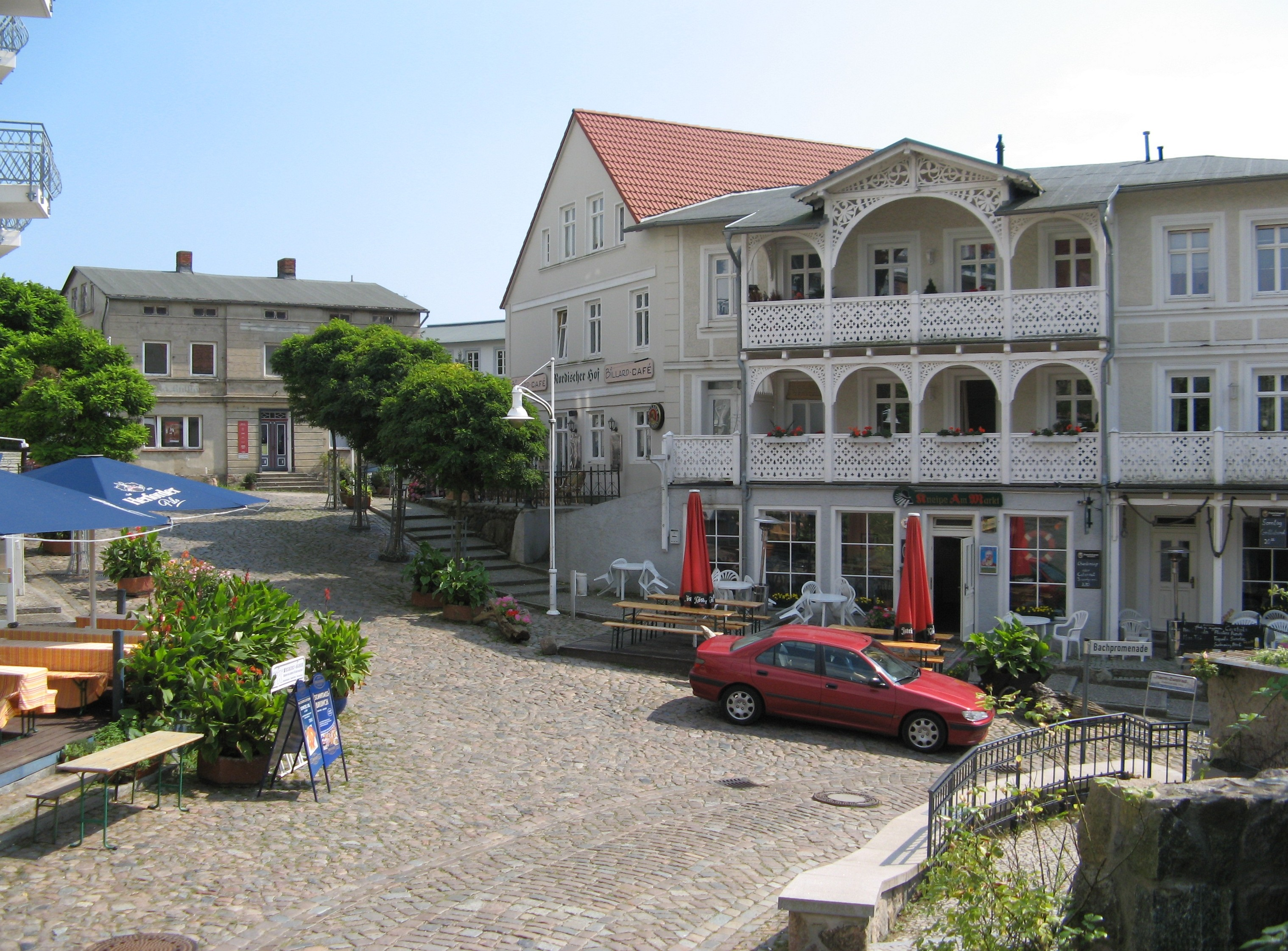
Рыночная площадь
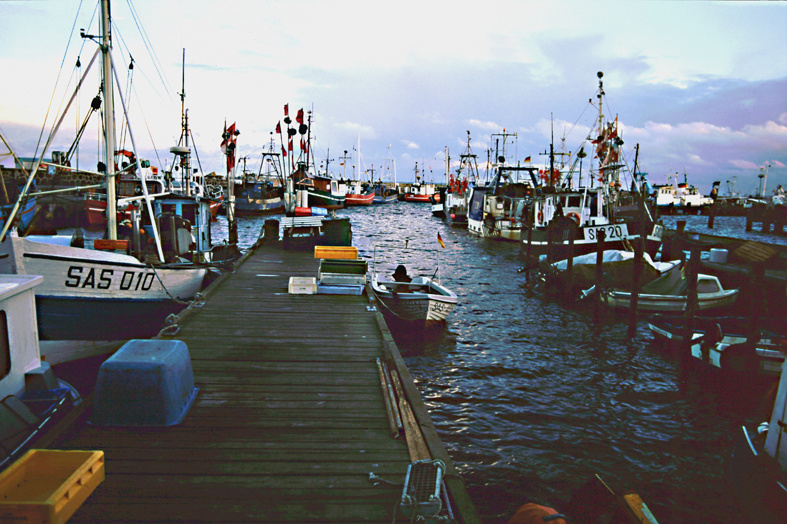
Гавань
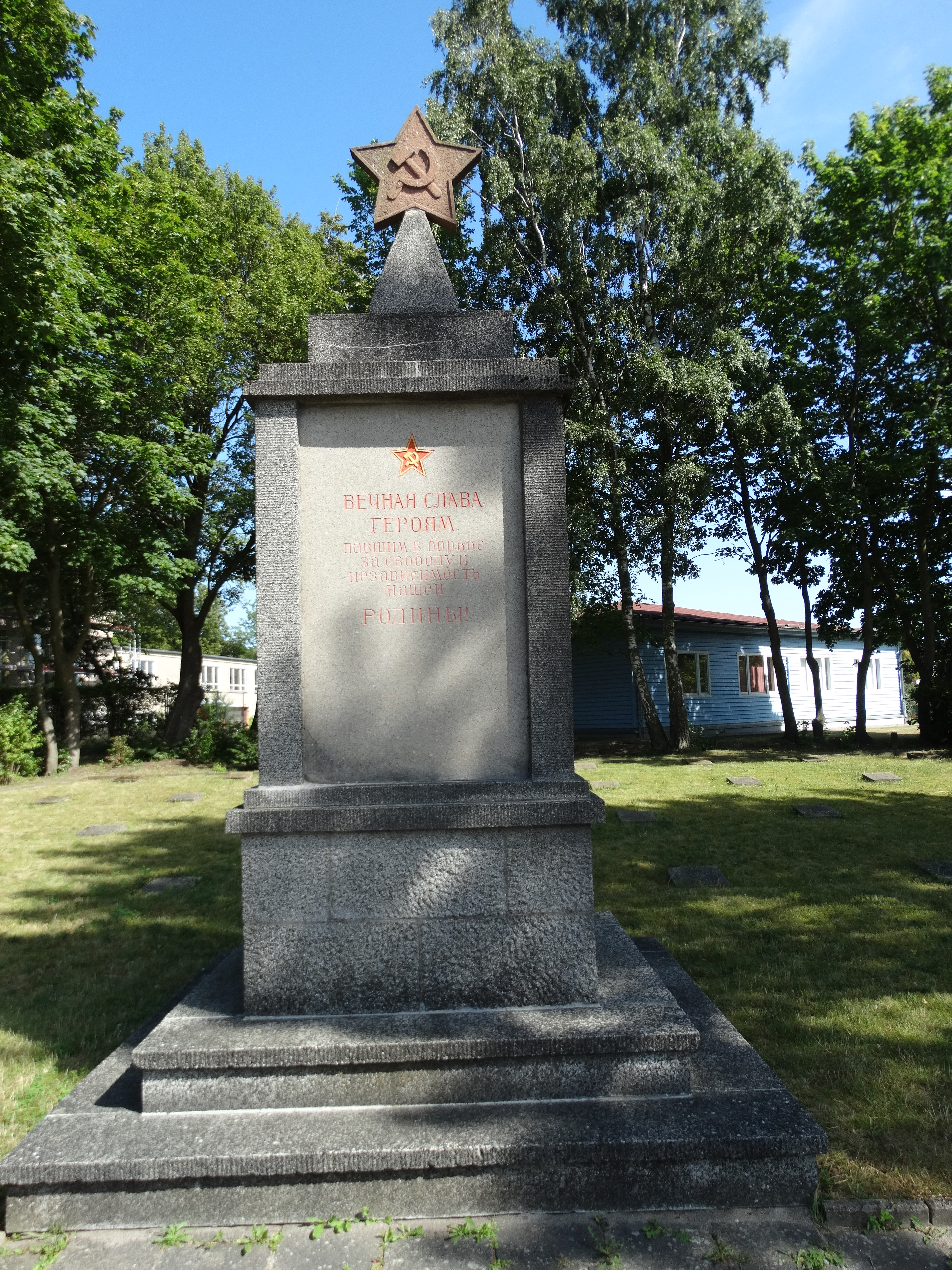
Памятник воинам Красной Армии в городе Берген (Bergen)

## Города-побратимы
- Кингисепп, Россия
- Клайпеда, Литва (1 августа 2012)[9][10]
- Куксхафен, Германия
- Треллеборг[вд], Швеция
- Хуайань, Китай (9 июня 2007)